# Општина Метепек (Мексико)
Метепек (шп. Metepec) општина је у Мексику у савезној држави Мексико. Општина се налази на надморској висини од 2633 м.

## Становништво
Према подацима из 2010. у општини је живело 214162 становника.

### Хронологија
| Година       | 2000                    | 2005                    | 2010                     |
| ------------ | ----------------------- | ----------------------- | ------------------------ |
| Становништво | 194463 (94012 / 100451) | 206005 (99394 / 106611) | 214162 (103059 / 111103) |

### Попис
| \| \| м \| \| \| ж \| \| 0—2 \| 5.079 \| \| \| 4.920 \| \| 3—5 \| 5.570 \| \| \| 5.367 \| \| 6—11 \| 11.238 \| \| \| 10.775 \| \| 12—14 \| 5.348 \| \| \| 5.191 \| \| 15—17 \| 5.672 \| \| \| 5.547 \| \| 18—24 \| 13.631 \| \| \| 14.050 \| \| 60+ \| 7.912 \| \| \| 9.353 \| \| Просек : \| 29,9 \| \| \| 31,3 \| |        |  |  |        |
| |        |  |  |        |
| | м      |  |  | ж      |
| 0—2 | 5.079  |  |  | 4.920  |
| 3—5 | 5.570  |  |  | 5.367  |
| 6—11 | 11.238 |  |  | 10.775 |
| 12—14 | 5.348  |  |  | 5.191  |
| 15—17 | 5.672  |  |  | 5.547  |
| 18—24 | 13.631 |  |  | 14.050 |
| 60+ | 7.912  |  |  | 9.353  |
| Просек : | 29,9   |  |  | 31,3   |

| #   | Индикатор                                                                                        | Вредност |
| --- | ------------------------------------------------------------------------------------------------ | -------- |
| 1   | Становништво од 0 до 2 године                                                                    | 9999     |
| 2   | Мушко становништво од 0 до 2 године                                                              | 5079     |
| 3   | Женско становништво од 0 до 2 године                                                             | 4920     |
| 4   | Становништво са 3 и више година                                                                  | 199977   |
| 5   | Мушко становништво са 3 и више година                                                            | 95881    |
| 6   | Женско становништво са 3 и више година                                                           | 104096   |
| 7   | Становништво са 5 и више година                                                                  | 192651   |
| 8   | Мушко становништво са 5 и више година                                                            | 92202    |
| 9   | Женско становништво са 5 и више година                                                           | 100449   |
| 10  | Становништво са 12 и више година                                                                 | 167027   |
| 11  | Мушко становништво са 12 и више година                                                           | 79073    |
| 12  | Женско становништво са 12 и више година                                                          | 87954    |
| 13  | Становништво са 15 и више година                                                                 | 156488   |
| 14  | Мушко становништво са 15 и више година                                                           | 73725    |
| 15  | Женско становништво са 15 и више година                                                          | 82763    |
| 16  | Становништво са 18 и више година                                                                 | 145269   |
| 17  | Мушко становништво са 18 и више година                                                           | 68053    |
| 18  | Женско становништво са 18 и више година                                                          | 77216    |
| 19  | Становништво од 3 до 5 година                                                                    | 10937    |
| 20  | Мушко становништво од 3 до 5 година                                                              | 5570     |
| 21  | Женско становништво од 3 до 5 година                                                             | 5367     |
| 22  | Становништво од 6 до 11 година                                                                   | 22013    |
| 23  | Мушко становништво од 6 до 11 година                                                             | 11238    |
| 24  | Женско становништво од 6 до 11 година                                                            | 10775    |
| 25  | Становништво од 8 до 14 година                                                                   | 25217    |
| 26  | Мушко становништво од 8 до 14 година                                                             | 12892    |
| 27  | Женско становништво од 8 до 14 година                                                            | 12325    |
| 28  | Становништво од 12 до 14 година                                                                  | 10539    |
| 29  | Мушко становништво од 12 до 14 година                                                            | 5348     |
| 30  | Женско становништво од 12 до 14 година                                                           | 5191     |
| 31  | Становништво од 15 до 17 година                                                                  | 11219    |
| 32  | Мушко становништво од 15 до 17 година                                                            | 5672     |
| 33  | Женско становништво од 15 до 17 година                                                           | 5547     |
| 34  | Становништво од 18 до 24 године                                                                  | 27681    |
| 35  | Мушко становништво од 18 до 24 године                                                            | 13631    |
| 36  | Женско становништво од 18 до 24 године                                                           | 14050    |
| 37  | Женско становништво од 15 до 49 година                                                           | 61990    |
| 38  | Становништво са 60 и више година                                                                 | 17265    |
| 39  | Мушко становништво са 60 и више година                                                           | 7912     |
| 40  | Женско становништво са 60 и више година                                                          | 9353     |
| 41  | Однос између мушкараца и жена                                                                    | 92.76    |
| 42  | Становништво од нуле до 14 година                                                                | 53488    |
| 43  | Становништво од 15 до 64 године                                                                  | 145803   |
| 44  | Становништво од 65 година и више                                                                 | 10685    |
| 45  | Просечан број деце                                                                               | 1.93     |
| 46  | Становништво рођено у ентитету                                                                   | 157452   |
| 47  | Мушко становништво рођено у ентитету                                                             | 76521    |
| 48  | Женско становништво рођено у ентитету                                                            | 80931    |
| 49  | Становништво рођено у другом ентитету                                                            | 50422    |
| 50  | Мушко становништво рођено у другом ентитету                                                      | 23442    |
| 51  | Женско становништво рођено у другом ентитету                                                     | 26980    |
| 52  | Становништво од 5 година и више резидентно у ентитету у јуну 2005. године                        | 181956   |
| 53  | Мушко становништво старосног доба од 5 година и више, резидентно у ентитету у јуну 2005. године  | 86952    |
| 54  | Женско становништво старосног доба од 5 и више година, резидентно у ентитету у јуну 2005. године | 95004    |
| 55  | Становништво од 5 година и више које је живело у другом ентитету у јуну 2005. године             | 8769     |
| 56  | Мушко становништво старије од 5 година које је живело у другом ентитету у јуну 2005. године      | 4254     |
| 57  | Женско становништво старије од 5 година које је живело у другом ентитету у јуну 2005. године     | 4515     |
| 58  | Становништво од 3 године и више које говори аутохтони језик                                      | 822      |
| 59  | Мушко становништво старо 3 године и више које говори аутохтони језик                             | 408      |
| 60  | Женско становништво старо 3 године и више које говори аутохтони језик                            | 414      |
| 61  | Становништво од 3 године и више које говори аутохтони језик и не говори шпански језик            | 4        |
| 62  | Мушко становништво старо 3 године и више које говори аутохтони језик и не говори шпански         | 2        |
| 63  | Женско становништво старо 3 године и више које говори аутохтони језик и не говори шпански језик  | 2        |
| 64  | Становништво старо 3 године и више које говори аутохтони језик и шпански                         | 543      |
| 65  | Мушко становништво старо 3 године и више које говори аутохтони језик и шпански                   | 255      |
| 66  | Женско становништво старо 3 године и више које говори аутохтони језик и шпански                  | 288      |
| 67  | Становништво од 5 година и више које говори аутохтони језик                                      | 814      |
| 68  | Становништво од 5 година и више које говори аутохтони језик и не говори шпански језик            | 4        |
| 69  | Становништво од 5 година и више које говори аутохтони језик и говори шпански језик               | 542      |
| 70  | Становништво у домородачким домаћинствима                                                        | 2115     |
| 71  | Становништво са ограничењима у активностима                                                      | 5610     |
| 72  | Становништво са ограниченим ходањем или кретањем, горе или доле                                  | 2670     |
| 73  | Становници са ограничењима вида, чак и уз кориштење сочива                                       | 1815     |
| 74  | Становништво са ограничењима говора, комуникације или конверзације                               | 402      |
| 75  | Становништво са ограниченим слухом                                                               | 577      |
| 76  | Становништво са ограничењима при одевању, купању или јелу                                        | 296      |
| 77  | Становништво са ограничењима у опажању или учењу једноставних ствари                             | 248      |
| 78  | Становништво са менталним ограничењима                                                           | 565      |
| 79  | Становништво без ограничења активности                                                           | 203227   |
| 80  | Становништво од 3 до 5 година које не похађа школу                                               | 3937     |
| 81  | Мушко становништво од 3 до 5 година које не похађа школу                                         | 2007     |
| 82  | Женско становништво од 3 до 5 година које не похађа школу                                        | 1930     |
| 83  | Становништво од 6 до 11 година које не похађа школу                                              | 394      |
| 84  | Мушко становништво од 6 до 11 година које не похађа школу                                        | 203      |
| 85  | Женско становништво од 6 до 11 година које не похађа школу                                       | 191      |
| 86  | Становништво од 12 до 14 година које не похађа школу                                             | 314      |
| 87  | Мушко становништво од 12 до 14 година које не похађа школу                                       | 166      |
| 88  | Женско становништво од 12 до 14 година које не похађа школу                                      | 148      |
| 89  | Становништво од 15 до 17 година похађа школу                                                     | 9205     |
| 90  | Мушко становништво од 15 до 17 година похађа школу                                               | 4658     |
| 91  | Женско становништво између 15 и 17 година живота у школи                                         | 4547     |
| 92  | Становништво од 18 до 24 године похађа школу                                                     | 12269    |
| 93  | Мушко становништво од 18 до 24 године похађа школу                                               | 6313     |
| 94  | Женско становништво од 18 до 24 године похађа школу                                              | 5956     |
| 95  | Становништво од 8 до 14 година које не може да чита и пише                                       | 294      |
| 96  | Мушко становништво старосног доба од 8 до 14 година које не може да чита и пише                  | 160      |
| 97  | Женско становништво старосног доби од 8 до 14 година које не може да чита и пише                 | 134      |
| 98  | Становништво од 15 година и више које је неписмено                                               | 2884     |
| 99  | Мушко становништво од 15 година и више које је неписмено                                         | 870      |
| 100 | Женско становништво од 15 година и више које је неписмено                                        | 2014     |
| 101 | Становништво старо 15 и више година без школовања                                                | 3616     |
| 102 | Мушко становништво старо 15 и више година без школовања                                          | 1220     |
| 103 | Женско становништво старо 15 и више година без школовања                                         | 2396     |
| 104 | Становништво старосног доба 15 и више година са непотпуним основним образовањем                  | 7596     |
| 105 | Мушко становништво старосног доба од 15 година и више са непотпуном основним образовањем         | 2878     |
| 106 | Женско становништво старосног доба 15 и више година са непотпуном основним образовањем           | 4718     |
| 107 | Становништво старо 15 и више година са комплетним основним образовањем                           | 14871    |
| 108 | Мушко становништво старо 15 година и више са комплетним основним образовањем                     | 6027     |
| 109 | Женско становништво старо 15 и више година са комплетним основним образовањем                    | 8844     |
| 110 | Становништво старосног доба 15 и више година са непотпуним средњим образовањем                   | 4793     |
| 111 | Мушко становништво старосног доба од 15 година и више са непотпуним средњим образовањем          | 2628     |
| 112 | Женско становништво старосног доба од 15 година и више са непотпуним средњим образовањем         | 2165     |
| 113 | Становништво старо 15 и више година са пуним секундарном образовањем                             | 29701    |
| 114 | Мушко становништво старосног доба од 15 година и више са пуним секундарном образовањем           | 14945    |
| 115 | Женско становништво старосног доба од 15 година и више са пуним секундарном образовањем          | 14756    |
| 116 | Становништво старије од 18 година са постосновним образовањем                                    | 88859    |
| 117 | Мушко становништво старије од 18 година са постосновним образовањем                              | 42939    |
| 118 | Женско становништво старије од 18 година са постосновним образовањем                             | 45920    |
| 119 | Просечна оцена школовања                                                                         | 11.37    |
| 120 | Просечан ниво образовања мушке популације                                                        | 11.69    |
| 121 | Просечан ниво образовања женског становништва                                                    | 11.09    |
| 122 | Економски активно становништво                                                                   | 91700    |
| 123 | Економски активна мушка популација                                                               | 56373    |
| 124 | Економски активна женска популација                                                              | 35327    |
| 125 | Становништво које није економски активно                                                         | 74788    |
| 126 | Мушко становништво које није економски активно                                                   | 22419    |
| 127 | Женско становништво које није економски активно                                                  | 52369    |
| 128 | Запослено становништво                                                                           | 87780    |
| 129 | Запослено мушко становништво                                                                     | 53611    |
| 130 | Запослено женско становништво                                                                    | 34169    |
| 131 | Незапослена популација                                                                           | 3920     |
| 132 | Незапослена мушка популација                                                                     | 2762     |
| 133 | Незапослена женска популација                                                                    | 1158     |
| 134 | Становништво без права на здравствене услуге                                                     | 62162    |
| 135 | Становништво које има право на здравствене услуге                                                | 147214   |
| 136 | Становништво које има право на ИМСС                                                              | 82787    |
| 137 | Становништво које има право на социјално осигурање                                               | 12601    |
| 138 | Становништво које има право на државно социјално осигурање                                       | 17743    |
| 139 | Становништво које има право на опште осигурање или здравствено осигурање за нову генерацију      | 19384    |
| 140 | Становништво које је било једном или није било у браку током 12 година и више                    | 60669    |
| 141 | Венчано или уједињено становништво од 12 година и више                                           | 91133    |
| 142 | Становништво које је било у браку или уједињено 12 година и више                                 | 14948    |
| 143 | Становништво са католичком религијом                                                             | 188603   |
| 144 | Протестанти, еванђелисти и библијски следбеници различити од еванђелиста                         | 12815    |
| 145 | Становништво са другим религијама различитим од претходних                                       | 452      |
| 146 | Становништво без религије                                                                        | 5056     |
| 147 | Укупно пописаних домаћинства                                                                     | 53540    |
| 148 | Пописна домаћинства на челу са мушкарцима                                                        | 40860    |
| 149 | Пописна домаћинства на челу са женама                                                            | 12680    |
| 150 | Становништво у пописним домаћинствима                                                            | 210037   |
| 151 | Становништво у пописним домаћинствима на челу са мушкарцима                                      | 168277   |
| 152 | Становништво у пописним домаћинствима на челу са женама                                          | 41760    |
| 153 | Укупно домаћинстава                                                                              | 64254    |
| 154 | Укупно насељених домаћинстава                                                                    | 54915    |
| 155 | Укупно приватних кућа                                                                            | 62879    |
| 156 | Насељени приватни домови                                                                         | 53540    |
| 157 | Укупно насељених приватних кућа                                                                  | 54915    |
| 158 | Ненасељене приватне куће                                                                         | 6349     |
| 159 | Појединачна домаћинства за привремену употребу                                                   | 2990     |
| 160 | Становници у насељеним приватним кућама                                                          | 210037   |
| 161 | Насељеност станара у приватним становима                                                         | 3.92     |
| 162 | Просечно становника по соби у приватним насељеним домаћинствима                                  | 0.82     |
| 163 | Појединачна домаћинства са подовима од различитих материјала од земље                            | 51966    |
| 164 | Појединачна домаћинства у приземљу                                                               | 1221     |
| 165 | Појединачна домаћинства са једном спаваћом собом                                                 | 10342    |
| 166 | Појединачна домаћинства са две спаваће собе и више                                               | 43041    |
| 167 | Појединачна домаћинства са једним собом                                                          | 1541     |
| 168 | Појединачна домаћинства са две собе                                                              | 3839     |
| 169 | Појединачна домаћинства са 3 собе и више                                                         | 47949    |
| 170 | Појединачна домаћинства која имају електрично светло                                             | 53266    |
| 171 | Појединачна домаћинства која немају електрично светло                                            | 139      |
| 172 | Појединачна домаћинства која имају водоводну воду у стамбеном простору                           | 51855    |
| 173 | Појединачна домаћинства која немају водоводну воду у стамбеном простору                          | 1418     |
| 174 | Појединачна домаћинства која имају тоалет                                                        | 52949    |
| 175 | Појединачна домаћинства која имају канализацију                                                  | 52769    |
| 176 | Појединачна домаћинства која немају канализацију                                                 | 472      |
| 177 | Појединачна домаћинства која имају електрично светло, довод воде из јавне мреже и канализацију   | 51462    |
| 178 | Појединачна домаћинства без икаквих услова                                                       | 176      |
| 179 | Појединачна домаћинства која имају радио                                                         | 48710    |
| 180 | Појединачна домаћинства која имају телевизор                                                     | 52486    |
| 181 | Појединачна домаћинства која имају фрижидер                                                      | 46927    |
| 182 | Појединачна домаћинства која имају машину за веш                                                 | 41648    |
| 183 | Појединачна домаћинства која имају аутомобил или комби                                           | 32957    |
| 184 | Појединачна домаћинства која имају рачунар                                                       | 28858    |
| 185 | Појединачна домаћинства која имају фиксну телефонску линију                                      | 34414    |
| 186 | Појединачна домаћинства која имају мобилни телефон                                               | 42204    |
| 187 | Појединачна домаћинства која имају приступ интернету                                             | 23446    |